# Søn (film)
 For alternative betydninger, se Søn (flertydig). (Se også artikler, som begynder med Søn)
Søn er en dansk kortfilm fra 2014 instrueret af Kristoffer Kiørboe.

## Handling
13-årige Augusts mor og far er lige blevet skilt. Hans mor er helt knust over skilsmissen og vil ikke have, at August beholder den lille hundehvalp, som faren har givet ham. Det gør ondt at se sin mor i sorg og føle ansvar for det, men August elsker den lille hvalp lige så meget, som han savner sin far. August svigtes af sin far, og moderen pålægger ham ubevidst at bære hendes sorg over skilsmissen.

## Medvirkende
- Stefan Søe Iwan, August
- Andrea Vagn Jensen, Mor
- David Rousing, Far